# Mankells Wallander: Der Kurier
Der Kurier (schwedisch: Kuriren) ist ein schwedisch-deutscher Fernsehfilm aus dem Jahr 2009.
Es handelt sich um die dritte Folge der zweiten Staffel, also die insgesamt sechzehnte Folge der schwedischen Kriminalserie Mankells Wallander mit Krister Henriksson in der Hauptrolle. Die Erstausstrahlung in Schweden fand am 15. Juli 2009 auf TV4 statt; die deutschsprachige Erstausstrahlung erfolgte am 21. Mai 2010 auf Das Erste.

## Handlung
Martinsson will eine Weiterbildung machen für eine Führungsposition machen, ist sich aber nicht sicher, wie seine Chancen stehen. Busse Hogström, ein alter Freund von der Polizeihochschule, rät ihm, dass er dafür Kontakte braucht, die ihn empfehlen können. Martinsson macht Wallander gegenüber Andeutungen, dass er sich nach dessen Pensionierung um seine Stelle bewerben will.
Wallander erwischt am Strand vor seinem Haus den Sohn von Staatsanwältin Katarina Ahlsell, wie er am Strand Motorrad, ein Geburtstagsgeschenk seines Vaters, fährt, obwohl es sich um ein Naturschutzgebiet handelt. Als Wallander aufs Revier kommt, behandelt sein Team den Fall eines Mädchens, das von einem Bullterrier gebissen wurde, der an Leishmaniose litt. Svartman und Isabell überprüfen, wer den Hund und die anderen Hunde aus seinem Wurf importiert hat. Anscheinend wurden die Hunde von einem Hans Kolt importiert.
Ein Schüler, der mit seiner Klasse einen Ausflug macht, entdeckt am Strand die Leiche eines Motorradfahrers. Nyberg und Pontus entdecken am Motor der Maschine einen Vermerk, dass dieser anscheinend von einem Nico gebaut wurde. In einer Werkstatt treffen sich einige dubiose Hintermänner, die zwanzig Kilogramm Koks vermissen, die der Tote bei sich hatte. Die Maschine des Toten hatte gefälschte Kennzeichen und weder Rahmen- noch Motornummer und war für das Fahren von Rennen ausgelegt. Die Verkehrspolizei von Malmö hat Kameraaufnahmen des Motorradfahrers an der Zollkontrolle an der Öresundbrücke gemacht, auf denen dieser einen Rucksack bei sich hatte. Der Tote starb zwischen 11 und 1 Uhr in der Nacht.
Pontus ermittelt auf der Rennstrecke von Ystad. Ein Motorradrennfahrer namens Johannes Anders identifiziert den Toten als Erik Stråh, Nico wiederum kennt er nicht. Zwei der Drogenhändler erpressen ihn, für sie wieder Rennen zu fahren. Der Tote ist an einem Genickbruch gestorben; die Art der Verletzungen deutet jedoch darauf hin, dass er nicht durch den Sturz am Strand starb.
Als Svartman und Isabell die Papiere eines der Hunde aus dem Wurf bei Hans Kolt, einem der Drogendealer, kontrollieren will, fällt der Hund Svartman an. Als Wallander Colts Kumpel Matz Rynberg, der inzwischen Kirchen restauriert, befragt, wo Kolt sich befindet, zeigt dieser sich zunächst nicht kooperativ, lenkt dann aber ein.
Martinsson bittet Wallander, seinen Antrag zu unterschreiben; dieser zögert allerdings noch. Nyberg erhält einen Anruf vom Pflegeheim seiner Mutter, weil diese wieder aus dem Pflegeheim weggelaufen ist.
Pontus findet inzwischen heraus, wer hinter dem Motorenbauer „Nico“ steckt; ein Blogeintrag im Internet legt nahe, dass Johannes Anders ihn trotz gegenteiliger Aussage zu kennen scheint. Von Wallander darauf angesprochen reagiert Anders zunächst ausweichend, gibt ihm dann aber doch Nicos Adresse. Nico kann sich noch erinnern, an wen er den Motor seinerzeit verkauft hat und überreicht Wallander ein Kalenderblatt, auf dem Erik Stråh, Johannes Anders und Matz Rynberg, der Vorsitzender des Motorradclubs ist, abgebildet sind. Der Käufer von damals hat seine Maschine nach einem Unfall, durch den er im Rollstuhl sitzt, an Erik Stråh weiterverkauft. Er zeigt den Polizisten seine Garage, die Erik Stråh bei ihm gemietet hat. Dort findet sich ein Rucksack mit Kaffeegeruch, was auf den Schmuggel von Drogen hindeutet, weil der Kaffeegeruch die Drogenspürhunde verwirren soll.
Martinsson ist überzeugt davon, dass Erik Stråh sterben musste, weil er aussteigen wollte und dass Johannes Anders in etwas Ähnlichem drinsteckt. Staatsanwältin Katarina Ahlsell weiß jedoch, dass man sich in Prozessen gegen solche Motorradclubs nicht auf Zeugenaussagen verlassen kann, und besteht auf technischen Beweisen, um Johannes Anders vorzuladen.
Hans Kolt lauert inzwischen Johannes Anders auf und entführt ihn. Er und Mats Rynberg erpressen ihn, indem sie ihn mit flüssigem Teer übergießen, eine Kurierfahrt von Kopenhagen nach Ystad zu übernehmen. Der Deal findet in einer Kirche statt, die zurzeit von Mats renoviert wird.
Nyberg taucht Am Abend bei Wallander auf, weil seine Mutter wieder verschwunden ist. Er vermutet sie in der Kirche von Hogestad, weil sein Vater auf dem dortigen Friedhof beerdigt wurde. Als Nyberg die Kirche aufsucht, fällt ihm auf, dass jemand da zu sein scheint; unter anderem sieht er vor der Kirche einen Mercedes, dessen Motorhaube noch warm ist. Nyberg verpasst die Motorradclubmitglieder aber knapp.
Am nächsten Tag ahnt Anders’ schwangere Freundin, dass er wieder Kurierfahrten fährt, und macht ihm Vorhaltungen. Er steht kurz davor, seine Freundin zu verlassen, um sie und das Kind nicht zu gefährden.
Am nächsten Tag wird Hans Kolt verhaftet. Er sagt aus, Svartman hätte seinen Hund verängstigt und wäre vielleicht totgebissen worden, wenn er seinen Hund nicht beruhigt hätte.
Als Isabell zuhause ist, wird sie von einem maskierten Mann überfallen. Dieser verlangt, dass sie nicht gegen Hans Kolt aussagt, und droht, ihre Schwester zu vergewaltigen, falls sie jemandem etwas von seinem Überfall erzählt. Am nächsten Tag geht sie zu Wallander und will ihre Polizeiausbildung abbrechen, weil, wie sie sagt, der Polizistenberuf nicht zu ihr passt. Wallander vermutet, dass Hans Kolt dahintersteckt, und zeigt sich enttäuscht von Isabell, weil sie Svartman im Stich lässt. Martinsson und Katarina Ahlsell machen Wallander Vorhaltungen, er habe Isabell nicht richtig zugehört und dass sie Hilfe braucht.
Wallander stürmt zu Mats und verspricht, denjenigen zur Rechenschaft zu ziehen, der für den Überfall auf Isabell verantwortlich ist. Mats ist bereit, falls nötig, gegen Hans Kolt auszusagen. Nyberg hat inzwischen nach dem Mercedes vor der Kirche geforscht und herausgefunden, dass dieser einem Misco Zebec gehört, der zahlreiche Einträge im Polizeicomputer hat.
Wallander geht zu Isabell und entschuldigt sich bei ihr für seine Reaktion. Als er ihr ein Polizeifoto von Misco Zebec zeigt, erkennt sie diesen an einer Narbe an der Schulter wieder. Über Zebec findet Wallander auch die Beteiligung von Jovan Brankovic heraus und vermutet, dass Erik Stråh von jemand aus den Reihen des Motorradclubs umgebracht wurde. Er fasst daher den Plan, den Motorradclub hochgehen zu lassen, ohne zunächst das Wissen der Polizei um die Drogengeschäfte preiszugeben.
Wallander lässt Hans Kolt laufen, der vom Motorradclub entführt wird. Zebec presst aus ihm raus, er hätte Erik Stråh umgebracht, verprügelt ihn und bricht ihm schließlich das Genick.
Die Polizei verfolgt Johann Anders bei seiner nächsten Kurierfahrt und findet einen Weg, seine Maschine per Funk zu stoppen. An der Zollstation bemerkt Anders, dass die Polizei ihm auf der Spur ist, und versucht zu fliehen, doch Nyberg schafft es, seine Maschine per Funk zu stoppen. Aus Angst um seine Freundin weigert sich Anders, der Polizei zu helfen. Wallander überzeugt ihn, die Drogenlieferung abzuliefern, um seine Freundin nicht zu gefährden, damit Mats nicht misstrauisch wird. In der Zwischenzeit bricht das Sondereinsatzkommando zur Kirche auf und stürmt diese. Es kommt zu einer Schießerei, in deren Verlauf Zebec einen Kopfschuss erhält. Brankovic versucht vergeblich, mit dem Motorrad zu fliehen, und wird verhaftet. Vor der Kirche steht Nybergs Mutter, um die dieser sich sogleich kümmert.
Wallander unterschreibt Martinssons Antrag, was dieser nicht annehmen will. Er fragt Wallander, warum dieser immer wieder an ihm gezweifelt hat. Wallander erwidert, dass Martinsson ihn an all das erinnert, was er selber versäumt hat, weil seine Arbeit alles ist, was er hat. Auf Wallanders Drängen hin schickt Martinsson den Antrag ab.
Wallander besucht mit Katarina Ahlsell ein Motorradrennen ihres Sohnes. Wie sie sagt, hat Isabell sich doch noch entschieden, bei der Polizei zu bleiben; laut Isabell wäre dies Wallanders Verdienst.

## Kritiken
„TV-Krimi aus einer neuen Staffel um den auf Henning Mankells Romane zurückgehenden Ermittler.“